# Fakulteta za gradbeništvo, prometno inženirstvo in arhitekturo v Mariboru
Fakulteta za gradbeništvo, prometno inženirstvo in arhitekturo (kratica FGPA), s sedežem v Mariboru, je fakulteta, ki je članica Univerze v Mariboru. Trenutna dekanica je izr. prof. dr. Vesna Žegarac Leskovar.